# オンドジェイ・リングル
オンドジェイ・リングル（Ondřej Lingr、1998年10月7日 - ）は、チェコ・カルヴィナー出身のサッカー選手。ヒューストン・ダイナモFC所属。ポジションはMF。チェコ代表。

## クラブ経歴
MFK OKDカルヴィナーでキャリアをスタートさせ、2020年8月6日、SKスラヴィア・プラハに4年契約で移籍した。加入1シーズン目の2020-21シーズンにフォルトゥナ・リガ優勝を経験し、翌シーズンはリーグ戦13得点を挙げた。
2023年8月24日、2023-24シーズンの間はエールディヴィジのフェイエノールトへレンタル移籍することが決定し、契約にはシーズン終了後の買取オプションも加えられている。
2024年9月3日、スラヴィア・プラハに復帰した。
2025年3月28日、ヒューストン・ダイナモFCに移籍した。

## 代表経歴
2022年3月24日、2022 FIFAワールドカップ・予選のスウェーデン代表戦にて、87分にアダム・フロジェクとの交代でチェコ代表初キャップを記録した。